# Baculentulus oginoi
Baculentulus oginoi är en urinsektsart som först beskrevs av Imadaté 1965.  Baculentulus oginoi ingår i släktet Baculentulus och familjen lönntrevfotingar. Inga underarter finns listade.